# Yukio Mochizuki
Yukio Mochizuki (jap. 望月 幸男; * 23. April 1971 in Myōkō, Niigata) ist ein früherer japanischer Biathlet. Er nahm zwischen 1997 und 2002 jährlich an Großereignissen im Biathlon teil.
Yukio Mochizuki aus Myōkō war zunächst Skilangläufer, wechselte aber 1990 zu Biathlonsport. Dafür trat er in die „Winterkampfausbildungseinheit“ (Tōsenkyō) der Bodenselbstverteidigungsstreitkräfte ein. Zum Beginn der Saison 1994/95 gab der Japaner bei einem Einzel in Bad Gastein sein Debüt im Biathlon-Weltcup und wurde dabei 69. Zunächst bewegte er sich mit seinen Leistungen in diesem Bereich, zur Saison 1996/97 begannen sich die Leistungen merklich zu steigern. In Antholz gewann er 1997 in einem Einzel als 24. seine ersten Weltcuppunkte. Zudem nahm er an den Biathlon-Weltmeisterschaften 1997 in Osrblie teil und erreichte dort die Platzierungen 66 im Einzel, 46 im Sprint, mit Kyōji Suga, Atsushi Kazama und Manabu Homma in der Staffel 16 und mit Kazama, Kazumasa Takeda und Hironao Meguro im Mannschaftswettbewerb acht. Die gute Entwicklung kam in der Saison 1997/98 ins Stocken, somit verpasste Mochizuki die Olympischen Winterspiele 1998 im heimischen Japan. Doch konnte er bei den Biathlon-Weltmeisterschaften 1998 in Pokljuka antreten, wo der zu der Zeit noch nicht olympische Verfolger ausgetragen wurde, bei dem der Japaner 41. wurde. Kurz darauf lief er bei einem Sprint in Hochfilzen als Neuntplatzierter auch erstmals unter die besten Zehn.
Es folgte die beste Saison Mochizukis im Weltcup. Er schaffte es zweimal sich unter den zehn Besten zu platzieren, darunter war 1999 ein fünfter Rang in einem Massenstartrennen – allerdings einem B-Rennen – in Ruhpolding, zugleich Mochizukis bestes Karriereresultat im Weltcup. Die Biathlon-Weltmeisterschaften 1999 in Kontiolahti beendete er auf den Rängen 31 im Sprint, 47 in der Verfolgung und mit Meguro, Takeda und Shūichi Sekiya 17 mit der Staffel. Beim wetterbedingt an den Holmenkollen in Oslo verlegten Einzel wurde er 71. Dort fangen auch die Biathlon-Weltmeisterschaften 2000 statt, bei denen Mochizuki 68. im Einzel und 87 im Sprint wurde. Das Staffelrennen wurde in Lahti, wo die japanische Staffel mit Mochizuki, Meguro, Suga und Shinji Ebisawa 17. wurde. 2001 nahm er in Pokljuka an seiner letzten Weltmeisterschaft teil, bei der er 52. im Einzel und 75. des Sprints wurde. Zum Auftakt der Saison 2001/02 gewann der Japaner in Hochfilzen als 18. eines Sprints letztmals und zum achten Mal in der Karriere Weltcuppunkte. Karrierehöhepunkt und auch Karriereabschluss wurden die Olympischen Winterspiele 2002 in Salt Lake City, wo er 69. im Sprint und mit Meguro, Hidenori Isa und Suga Staffel-13. wurde.

## Biathlon-Weltcup-Platzierungen
Die Tabelle zeigt alle Platzierungen (je nach Austragungsjahr einschließlich Olympische Spiele und Weltmeisterschaften).
- 1.–3. Platz: Anzahl der Podiumsplatzierungen
- Top 10: Anzahl der Platzierungen unter den ersten zehn (einschließlich Podium)
- Punkteränge: Anzahl der Platzierungen innerhalb der Punkteränge (einschließlich Podium und Top 10)
- Starts: Anzahl gelaufener Rennen in der jeweiligen Disziplin

| Platzierung | Einzel | Sprint | Verfolgung | Massenstart | Team | Staffel | Gesamt |
| ----------- | ------ | ------ | ---------- | ----------- | ---- | ------- | ------ |
| 1. Platz    |        |        |            |             |      |         |        |
| 2. Platz    |        |        |            |             |      |         |        |
| 3. Platz    |        |        |            |             |      |         |        |
| Top 10      |        |        |            |             | 1    | 4       | 5      |
| Punkteränge | 1      | 4      | 1          | 1           | 2    | 25      | 34     |
| Starts      | 21     | 46     | 13         | 1           | 2    | 26      | 109    |